# Carpigiani
Carpigiani è attualmente un marchio di Ali Group s.r.l. che è un'azienda italiana, con sede ad Anzola dell'Emilia (Bologna), specializzata nella produzione di macchine per gelati. Possiede il controllo di circa il 35% della quota di mercato globale, che include sia le macchine per la produzione di gelato artigianale italiano che quelle per la produzione di gelato soft e ice cream.

## La storia

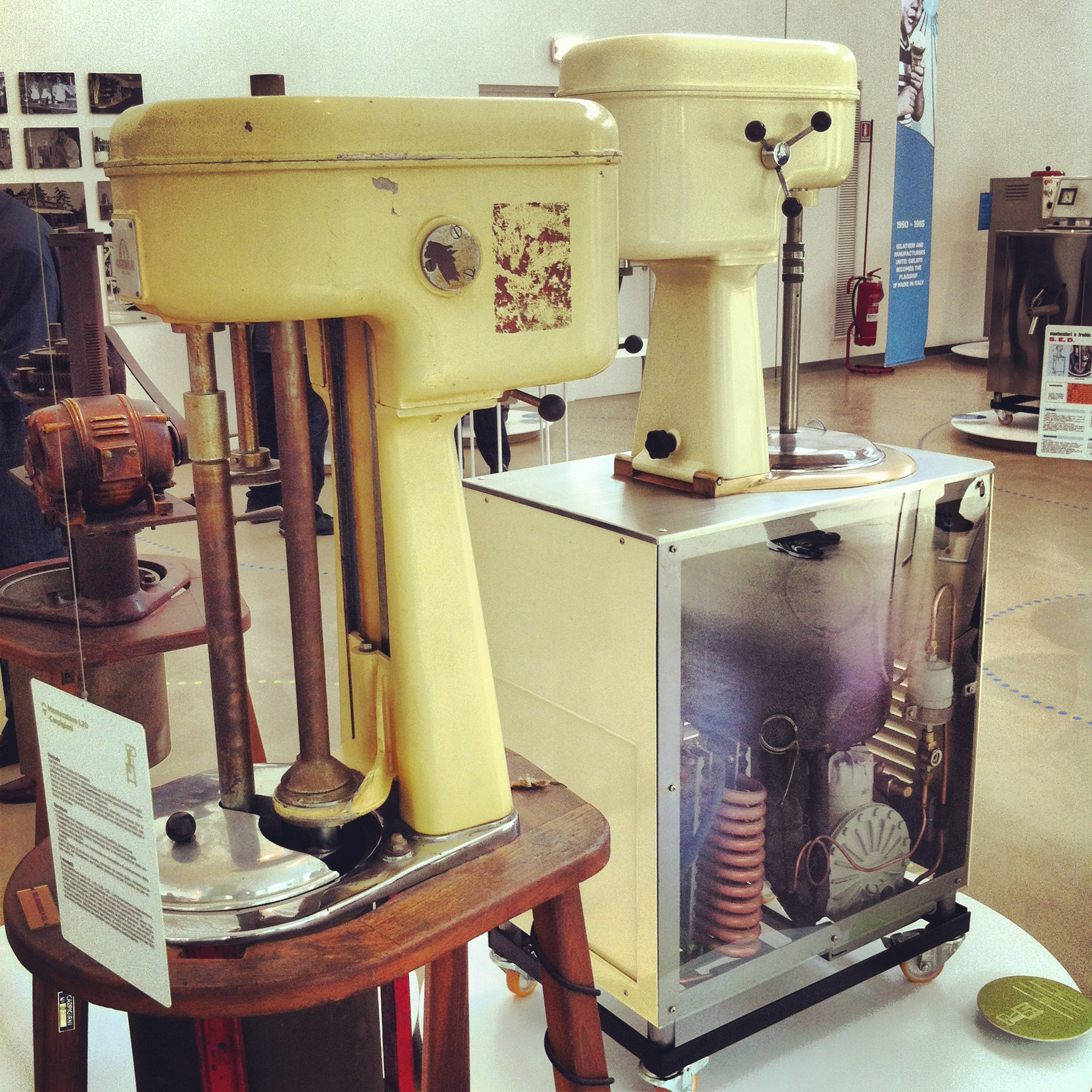
Sulla sinistra un mantecatore Carpigiani

Fu Bruto Carpigiani a progettare la macchina del gelato, l'"Autogelatiera", di cui non vide mai la produzione: morì inaspettatamente nel 1945, a soli 42 anni.
L'anno successivo, il 5 aprile 1946, il fratello Poerio trasformò la già esistente "Gastecnica s.a.s. dei fratelli Carpigiani" in "Carpigiani Bruto Macchine Automatiche S.r.l" dando inizio alla produzione della macchina progettata dal fratello. Il capitale sociale iniziale fu di 50 000 lire.
La società iniziò i lavori con un laboratorio di soli 20 m² e con 12 dipendenti. L'anno successivo all'apertura, il fatturato arrivò a 800 000 lire. Nel 1948 si riuscì quindi a portare il capitale sociale a 500 000 lire.
Furono l'intuito commerciale di Poerio e lo sviluppo tecnologico degli anni Sessanta a determinare il successo nella produzione di macchinari per il gelato, grazie anche all'invenzione dell'"hard-o-matic".
La produzione dell'Autogelatiera tra il 1946 e il 1990 tocca i 22500 esemplari. Alla produzione di questa si aggiunsero mantecatori a freddo diretto e macchine per il gelato espresso soft. Negli anni Sessanta l'azienda diventa società per azioni. Nel 1964 si espande nel mercato statunitense creando la società Coldelite USA.
Nel 1967 invece sarà rilevata la Manotecnica di Milano e, per un centro periodo, lo stabilimento di Anzola dell'Emilia fu impiegato in parte per la produzione di macchine per il lavaggio a secco. Gli anni Settanta vedono l'inaugurazione della nuova sede proprio ad Anzola: lo stabilimento ristrutturato copre 40000mp.
Nel 1971 la Carpigiani acquistò Cattabriga.
Per un breve periodo fu avviata anche la Gelito, società che produceva semilavorati e ingredienti per la gelateria.
Qualche anno dopo la morte di Poerio Carlo Carpigiani, avvenuta il 3 ottobre del 1982, Carpigiani viene acquisita dal Gruppo ALI S.p.A. (1989), oggi Ali Group s.r.l.

## Aziende affiliate
Oltre alla sede centrale in Italia, oggi l'azienda ha 11 filiali commerciali in tutto il mondo, nello specifico: Francia, Germania, Paesi Bassi, Gran Bretagna, Stati Uniti d'America, Giappone, Cina, Singapore, Russia, Algeria e due in Sud America.
Gli stabilimenti produttivi sono 5: tre in Italia (due a Bologna, tra cui la sede principale di Anzola dell'Emilia, e uno a Forlì), uno in Spagna (Gandia) e uno in Cina (Zhongshan).
Tra le nuove acquisizioni avvenute negli anni Novanta, si segnalano la svizzera Ott-Freezer, la Promag di Milano, la spagnola Sencotel e l'italiana GBG.
Nel 2003 è stata fondata la Carpigiani Gelato University, scuola di formazione professionale sulla produzione del gelato artigianale. Al 2021 la scuola, consolidatasi come la più grande e prestigiosa scuola di gelateria al mondo, conta 20 campus in tutto il globo oltre alla sede centrale di Anzola, dove le lezioni sono tenute in italiano, inglese e francese.
Il 27 settembre del 2012 è stato inaugurato il Gelato Museum Carpigiani, il primo e unico museo al mondo interamente dedicato al gelato.